# Germano Borovicz Cardoso Schweger
Germano Borovicz Cardoso Schweger (nacido el 21 de marzo de 1981) es un exfutbolista brasileño que se desempeñaba como centrocampista.
Jugó para clubes como el Londrina, Gama, São Caetano, Atlético Mineiro, Cerezo Osaka, Santos, Sport Recife y Coritiba.

## Trayectoria

### Clubes
| Club             | País   | Año         |
| ---------------- | ------ | ----------- |
| Toledo           | Brasil | 1996 - 2000 |
| Londrina         | Brasil | 2001 - 2004 |
| Cascavel         | Brasil | 2002        |
| Gama             | Brasil | 2004        |
| Junior Team      | Brasil | 2005 - 2007 |
| Ceará            | Brasil | 2005        |
| São Caetano      | Brasil | 2005 - 2006 |
| Vila Nova        | Brasil | 2006        |
| Atlético Mineiro | Brasil | 2007        |
| Cerezo Osaka     | Japón  | 2007 - 2008 |
| Santos           | Brasil | 2009 - 2010 |
| Sport Recife     | Brasil | 2010 - 2012 |
| Londrina         | Brasil | 2013 -      |
| Coritiba         | Brasil | 2013 - 2014 |